# Asienspiele 1982/Badminton
Titelträger im Badminton wurden bei den Asienspielen 1982 in Neu-Delhi in fünf Einzel- und zwei Mannschaftsdisziplinen ermittelt. Die Spiele fanden vom 19. November bis zum 4. Dezember 1982 statt, die Badmintonwettbewerbe vom 25. November bis zum 3. Dezember 1982.

## Medaillengewinner
| Disziplin        | Gold                                                                                 | Silber | Bronze                                                                                                  |
| ---------------- | ------------------------------------------------------------------------------------ | --- | --- |
| Herreneinzel     | Han Jian                                                                             | Liem Swie King                                                                                                | Chen Changjie                                                                                           |
| Herreneinzel     | Han Jian                                                                             | Liem Swie King                                                                                                | Syed Modi                                                                                               |
| Dameneinzel      | Zhang Ailing                                                                         | Li Lingwei | Kim Yun-ja                                                                                              |
| Dameneinzel      | Zhang Ailing                                                                         | Li Lingwei | Sumiko Kitada                                                                                           |
| Herrendoppel     | Christian Hadinata Icuk Sugiarto                                                     | Luan Jin Lin Jiangli                                                                                          | Leroy D’sa Pradeep Gandhe                                                                               |
| Herrendoppel     | Christian Hadinata Icuk Sugiarto                                                     | Luan Jin Lin Jiangli                                                                                          | Park Joo-bong Lee Eun-ku                                                                                |
| Damendoppel      | Hwang Sun-ai Kang Haeng-suk                                                          | Yoo Sang-hee Kim Yun-ja                                                                                       | Wu Dixi Lin Ying                                                                                        |
| Damendoppel      | Hwang Sun-ai Kang Haeng-suk                                                          | Yoo Sang-hee Kim Yun-ja                                                                                       | Atsuko Tokuda Yoshiko Yonekura                                                                          |
| Mixed            | Christian Hadinata Ivanna Lie                                                        | Icuk Sugiarto Ruth Damayanti                                                                                  | Lin Jiangli Lin Ying                                                                                    |
| Mixed            | Christian Hadinata Ivanna Lie                                                        | Icuk Sugiarto Ruth Damayanti                                                                                  | Leroy D’sa Kanwal Thakar Singh                                                                          |
| Herrenmannschaft | Volksrepublik China Chen Changjie Han Jian Lin Jiangli Luan Jin Sun Zhian Yao Ximing | Indonesien Christian Hadinata Wirawan Hadiyanto Rudy Heryanto Hariamanto Kartono Liem Swie King Icuk Sugiarto | Indien Leroy D’sa Pradeep Gandhe Partho Ganguli Syed Modi Uday Pawar Vikram Singh                       |
| Herrenmannschaft | Volksrepublik China Chen Changjie Han Jian Lin Jiangli Luan Jin Sun Zhian Yao Ximing | Indonesien Christian Hadinata Wirawan Hadiyanto Rudy Heryanto Hariamanto Kartono Liem Swie King Icuk Sugiarto | Südkorea Choi Byung-hak Kim Byung-sik Lee Deuk-choon Lee Eun-ku Park Joo-bong Sung Han-kuk              |
| Damenmannschaft  | Volksrepublik China Li Lingwei Lin Ying Wu Dixi Wu Jianqiu Xu Rong Zhang Ailing      | Japan Kimiko Jinnai Sumiko Kitada Kazuko Takamine Fumiko Tookairin Atsuko Tokuda Yoshiko Yonekura             | Indien Vandana Chiplunkar Ami Ghia Madhumita Goswami Amita Kulkarni Hufrish Nariman Kanwal Thakar Singh |
| Damenmannschaft  | Volksrepublik China Li Lingwei Lin Ying Wu Dixi Wu Jianqiu Xu Rong Zhang Ailing      | Japan Kimiko Jinnai Sumiko Kitada Kazuko Takamine Fumiko Tookairin Atsuko Tokuda Yoshiko Yonekura             | Südkorea Hwang Sun-ai Kang Haeng-suk Kim Yun-ja Song Eun-joo Yoo Sang-hee Kim Yoon-sook                 |

## Halbfinale
| Disziplin    | Sieger                           | Finalist                       | Ergebnis           |
| ------------ | -------------------------------- | ------------------------------ | ------------------ |
| Herreneinzel | Han Jian                         | Syed Modi                      | 15–1, 15–2         |
| Herreneinzel | Liem Swie King                   | Chen Changjie                  | 15–4, 15–6         |
| Dameneinzel  | Zhang Ailing                     | Sumiko Kitada                  | 8–11, 11–6, 11–1   |
| Dameneinzel  | Li Lingwei                       | Kim Yun-ja                     | 11–5, 11–8         |
| Herrendoppel | Lin Jiangli Luan Jin             | Lee Eun-ku Park Joo-bong       | 15–3, 10–15, 17–16 |
| Herrendoppel | Christian Hadinata Icuk Sugiarto | Leroy D’sa Pradeep Gandhe      | 11–15, 15–2, 15–5  |
| Damendoppel  | Hwang Sun-ai Kang Haeng-suk      | Wu Dixi Lin Ying               | 17–16, 15–7        |
| Damendoppel  | Yoo Sang-hee Kim Yun-ja          | Atsuko Tokuda Yoshiko Yonekura | 15–12, 15–8        |
| Mixed        | Icuk Sugiarto Ruth Damayanti     | Lin Jiangli Lin Ying           | 15–5, 15–8         |
| Mixed        | Christian Hadinata Ivanna Lie    | Leroy D’sa Kanwal Thakar Singh | 15–10, 15–3        |

## Finale
| Disziplin    | Sieger                           | Finalist                     | Ergebnis          |
| ------------ | -------------------------------- | ---------------------------- | ----------------- |
| Herreneinzel | Han Jian                         | Liem Swie King               | 18–16, 15–10      |
| Dameneinzel  | Zhang Ailing                     | Li Lingwei                   | 11–6, 11–8        |
| Herrendoppel | Christian Hadinata Icuk Sugiarto | Lin Jiangli Luan Jin         | 15–6, 15–8        |
| Damendoppel  | Kang Haeng-suk Hwang Sun-ai      | Yoo Sang-hee Kim Yun-ja      | 18–13, 7–15, 15–7 |
| Mixed        | Christian Hadinata Ivanna Lie    | Icuk Sugiarto Ruth Damayanti | 3–15, 15–8, 15–10 |

## Medaillenspiegel
| Platz | Land                | Gold | Silber | Bronze | Gesamt |
| ----- | ------------------- | ---- | ------ | ------ | ------ |
| 1     | Volksrepublik China | 4    | 2      | 3      | 9      |
| 2     | Indonesien          | 2    | 3      | -      | 5      |
| 3     | Südkorea            | 1    | 1      | 4      | 6      |
| 4     | Japan               | -    | 1      | 2      | 3      |
| 5     | Indien              | -    | -      | 5      | 5      |